# Chlorogomphidae
Chlorogomphidae es una familia de odonatos anisópteros. Se distribuyen por Asia.

## Taxonomía
Se reconocen los siguientes géneros:
- Chlorogomphus Selys, 1854
- Chloropetalia Carle, 1995
- Watanabeopetalia Karube, 2002